# Proacidalia clorinda
Proacidalia clorinda är en fjärilsart som beskrevs av De Sagarra 1930. Proacidalia clorinda ingår i släktet Proacidalia och familjen praktfjärilar. Inga underarter finns listade i Catalogue of Life.